# Sébastien Dulac
Pour les articles homonymes, voir Dulac.
Sébastien Dulac, né le 12 avril 1802 à Paris où il est mort le 4 juin 1857, est un peintre français.

## Biographie
Sébastien Dulac est le fils de Joseph Dulac et de Marguerite Yonvaux.
Élève de Louis-Alexandre Péron, d'Auguste Vinchon et de Jérôme-Martin Langlois, il expose au Salon à partir de 1824.
En 1852, il épouse à Paris Virginie Cambray.
Il meurt à l'âge de 55 ans.

## Galerie

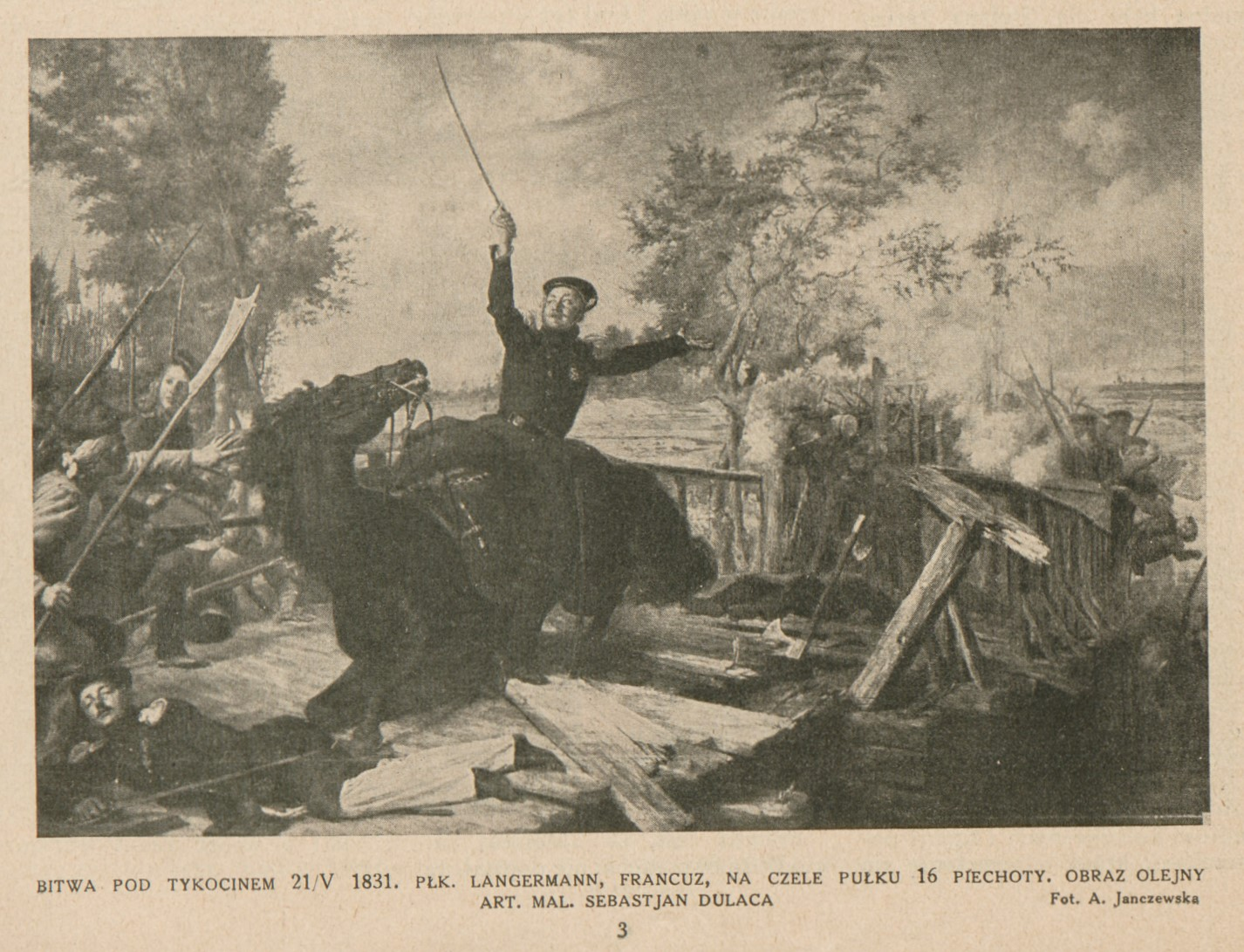
Le colonel Langermann pendant la bataille de Tykocin, peinture à l'huile présentée au Salon de 1835.